# Dorota Kedzierzawska
Dorota Kędzierzawska (Łódź, 1 de junio de 1957) es una directora y guionista polaca.

## Biografía
Cursó los estudios culturales en la Universidad de Łódź y estudió en el Departamento de Dirección de WGIK en Moscú. En 1981 se graduó en la Escuela de Cine de Łódź, en el Departamento de Dirección. Es hija de la directora Jadwiga Kędzierzawska, a quien solía acompañar en su trabajo, por lo que de pequeña estuvo en estrecho contacto con el mundo del cine. En 1972, hizo aparición en una de sus películas, Escape-Tour. A partir de la década de 1980 empezó a asumir el puesto de segunda directora en las películas de su madre.

## Temas
Algunos de los temas recurrentes en sus películas son la marginalidad y la infancia. Casi todas sus películas parten de un hecho real o una noticia de prensa en las que se inspira para dar vida al guion y a los personajes.

«Dorota Kedzierzawska es una de las mayores expertas en los temas que descubren la crudeza de la marginalidad infantil. Sus películas no sólo revelan belleza y melancolía, también un registro verista que suda improvisación interpretativa dentro de un tejido formal nada desdeñoso.»

«Experta en el trabajo con chicos, Kedzierzawska sabe evitar el sentimentalismo fácil y la exhibición gratuita con miseria, y apuesta a la autenticidad en las relaciones entre sus jóvenes protagonistas, que se protegen mutuamente —sin que falten los desacuerdos y las riñas, ni los ocasionales y muy naturales actos de mezquindad—, traduciendo su mundo de privaciones y dificultades en un impulso de libertad»

## Filmografía como directora
- Jajko (corto, 1982)
- Agnieszka (corto, 1980)
- Poczatek (trad. "El comienzo". Corto documental, 1983)
- Gucia (corto, 1985)
- Rozalka Olaboga (1985)
- Koniec swiata (trad. "Fin del mundo". TV, 1988)
- Diably, diably (trad. "Diablos, diablos". 1991)
- Wrony (trad. "Cuervos". 1994)
- Nic (trad. "Nada", 1998)
- Jestem (2005)
- Pora umierac (trad. "Tiempo de morir". 2007)
- Jutro bedzie lepiej (trad. "Mañana será mejor". 2010)
- Inny swiat (trad. "Mundo diferente". Documental, 2012)
- Zuzel (2020)